# 모컴 FC
모컴 FC(Morecambe Football Club)는 잉글랜드 랭커셔주 모컴을 연고로 하는 축구 클럽이다.

## 성적
- 풋볼 리그 2 4위 1회 (2009-10)
- 잉글랜드 FA컵 3라운드 3회 (1961-62, 2000-01, 2002-03)
- 풋볼 리그 컵 3라운드 1회 (2007)
- FA 트로피 우승 1회 (1974)
- 콘퍼런스 내셔널 준우승 1회 (2003), 플레이오프 우승 1회 (2007)
- 콘퍼런스 리그 컵 우승 1회 (1998)

## 선수 명단

### 현역
참고: FIFA 자격 규정에 따라 소속된 국가대표팀 국기를 표시합니다. 선수는 복수의 FIFA 비회원국 국적을 가지고 있을 수 있습니다.
| 번호 | 포지션 | 국적       | 이름          |
| ---- | ------ | ---------- | ------------- |
| 11   | FW     | 잉글랜드   | 조던 슬류     |
| 16   | FW     | 스코틀랜드 | 앤드류 댈러스 |

| 번호 | 포지션 | 국적   | 이름          |
| ---- | ------ | ------ | ------------- |
| 19   | FW     | 웨일스 | 마커스 댁커스 |
| 24   | MF     | 카메룬 | 얀 송고오     |
| 28   | MF     | 웨일스 | 칼럼 존스     |

## 역대 감독
| 감독          | 임기        |
| ------------- | ----------- |
| 새미 매킬로이 | 2005 ~ 2011 |